# Nature morte avec la corne à boire de la corporation des archers de Saint-Sébastien, un homard et des verres
Nature morte avec la corne à boire de la corporation des archers de Saint-Sébastien, un homard et des verres est un tableau réalisé par le peintre néerlandais Willem Kalf vers 1653. Cette huile sur toile est une nature morte comprenant principalement un homard, une corne à boire, des verres et un citron pelé. Elle est conservée à la National Gallery, à Londres.

## Postérité
Le tableau fait partie des « 105 œuvres décisives de la peinture occidentale » constituant le musée imaginaire de Michel Butor.